# Лисянський Юрій Федорович

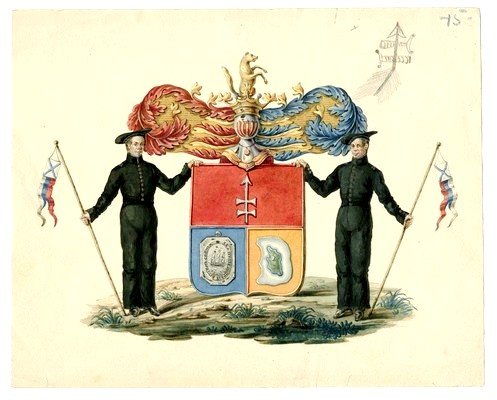
Герб Лисянських

Ю́рій (при хрещенні Георгій) Фе́дорович Лися́нський (рос. Лисянский; 1(12) квітня 1773, Ніжин — 26 лютого (6 березня) 1837, Петербург) — мандрівник, навколосвітній мореплавець на британській та російській морській службі, географ, океанограф, етнограф, засновник наукової океанографії Російської імперії, капітан 1-го рангу (1809 рік).

## Життєпис

### Ранні роки та походження

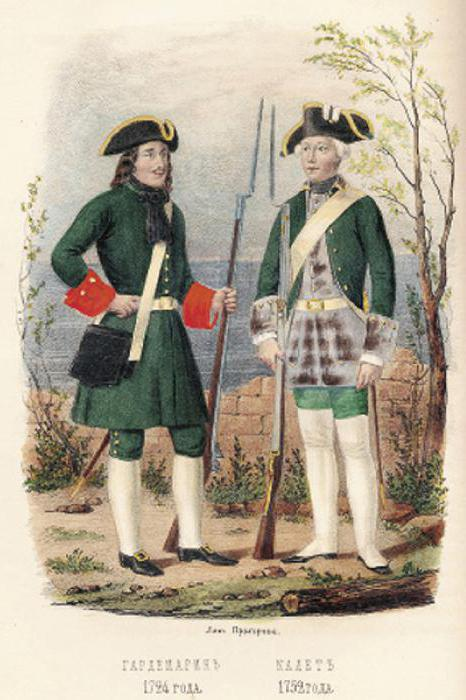
Гардемарин та кадет

Юрій Федорович Лисянський — нащадок козацького роду Лисянських, народився 1(12) квітня 1773 року в полковому місті Ніжині (Гетьманщина), в родині священика ніжинської церкви святого Іоанна Богослова Федора Герасимовича Герасимовського (Лисянського) та його дружини Фотини Йосипівни (з шляхетського роду Якубовських). Хрещеним батьком був полковий писар Ніжинського полку Іван Миколайович Романовський.
Прапрадід мореплавця Стефан (Степан) Лисянський був «покозаченим» шляхтичем гербу «Лис» («Mzura»), що обіймав старшинську посаду в одному з правобережних полків Війська Запорозького. Після повернення з кримського полону він оселився на фільварку біля хутору Харсіки поблизу сотенного містечка Чорнухи Лубенського полку. Прадід Юрія Семен Степанович Лисянський був бунчуковим товаришем та полковим осавулом, загинув у Сулацькому військовому поході. Дід Герасим Семенович також продовжив військову династію Лисянських.
Батько Юрія — Федір Герасимович Лисянський, народився 1735 року, «перво служив при письменних указних ділах» у сотенній Іченській канцелярії й Прилуцькій полковій лічильній комісії «декілька год». Пізніше, обіймаючи посаду канцеляриста при Київській духовній консисторії, він обрав духовну кар'єру, і 1760 року був рукоположений священиком у полкове місто Ніжин. Помер 1803 року, передавши парафію старшому сину Івану Федоровичу Лисянському. Середній син Ананій Федорович Лисянський, також навчався в кадетському корпусі; брати активно листувались.

Українська старшина ХУІІІ ст.: козацький сотник, шляхетна пані, військовий писар

Дядько мореплавця Дем'ян Герасимович Лисянський з 1744 року також служив у сотенній Іченській канцелярії та Прилуцькій полковій лічильній комісії, від 1762 року — значковий товариш, потім — сотник в Заньківській сотні Ніжинського полку. У 1782 році — бунчуковий товариш, далі — предводитель шляхетства Березинського повіту, прем'єр-майор. Мав маєток у сотенному містечку Заньки Ніжинського полку, був хрещеним батьком пра-прадіда Марії Костянтинівни Заньковецької — Григорія Прокоповича Адасовського. Другий дядько Іван Герасимович Лисянський — з 1764 року значковий, потім — військовий товариш.
Про ранній період життя Юрія Лисянського відомо дуже мало. У Ніжині майбутній мореплавець провів перші 10 років. Початкову освіту отримав у парафіяльній школі церкви Івана Богослова під керівництвом батька — протоієрея Федора Лисянського. Існує гіпотеза, що о. Федір Лисянський, котрий прагнув відновити шляхетний статус, звернувся до впливового земляка, на той час статс-секретаря імператриці Катерини ІІ, графа Олександра Андрійовича Безбородька, за протекцією якого Ананій та Юрій були прийняті до Морського кадетського корпусу в Кронштадті. Батьки — Федір Герасимович та Фотина Йосипівна, — пішли з життя в 1803, з різницею в два дні (10 і 12 грудня), у той час, як їх син Ю.Лисянський був у навколосвітній морській експедиції.
1783 р. 10-літнього Юрія Лисянського та 15-літнього його брата Ананія прийняли на навчання до Кронштадтського морського кадетського корпусу. Обох братів зарахували на один курс, незважаючи на різницю у віці. Тут 1785 року Юрій Лисянський близько зійшовся з німцем естонського походження Адамом Йоганном (Іваном Федоровичем) фон Крузенштерном. Вчителем математики, астрономії та ротним командиром у Ю.Лисянського в корпусі був Платон Якович Гамалія.

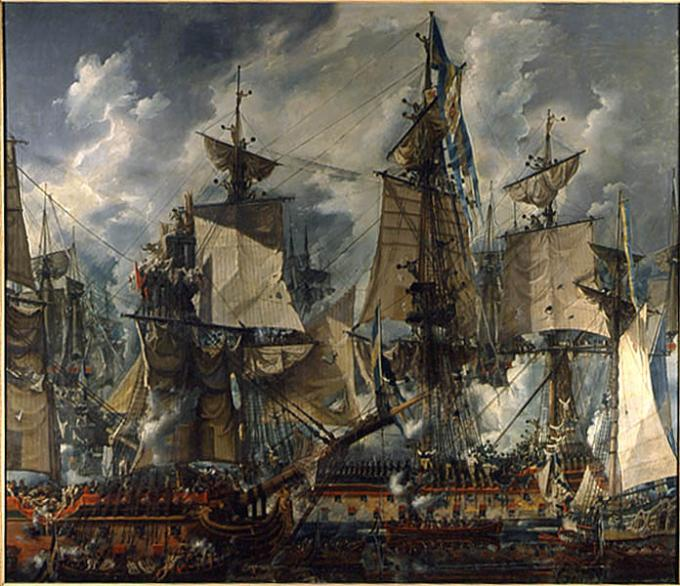
Гоґландська битва, 6 липня 1788 р. Художник Луї Жан Депре

На той час Морський кадетський корпус вважався прогресивним навчальним закладом. Його процвітанню, зокрема, сприяла активна діяльність його інспектора, вченого-просвітителя, українського громадського діяча Григорія Андрійовича Полетики. Тут давалася ґрунтовна загальна освіта. Заняття проходили щодня у два блоки: з сьомої до одинадцятої години ранку — морські та математичні предмети, і з другої до шостої поопівдні — російська словесність та іноземні мови. Обов'язковими були уроки іноземних мов, фехтування, малювання та танців. Приготування уроків відбувалося у вечірні години. По суботах післяобідніх класів не було, натомість влаштовувалося загальне шикування, на якому оголошувалися провини кадетів за тиждень і відбувалися тілесні покарання. У корпусі процвітала «дідівщина». Повний шестирічний курс навчання ділився на дві половини — кадетський та гардемаринський. Гардемарини другого та третього курсу неофіційно мали право обрати собі кадета-«ад'ютанта», який мав виконувати безліч доручень, у тому числі побутових, терпляче зносити кпини та побої, але натомість гардемарин захищав свого підопічного від кривдників і допомагав з уроками. У гардемаринських класах поглиблено вивчалися засади сферичної тригонометрії, навігації, астрономії та геодезії, гідрографії, теорії кораблебудування.
Юрію Лисянському навчання давалося легко. У перші роки йому допомагало те, що він ще в Ніжині був навчений читання, письма та арифметики. Влітку 1784 і 1785 рр. його допускали до «шлюпкових» навчань у Кронштадтській гавані. 20 березня 1786 р. Лисянського переведено до гардемаринського класу, а влітку того ж року він брав участь у навчальній практиці під час плавання до острова Гоґланд на вітрильнику «Брячислав». У 1787 році Ананій Лисянський отримав чин мічмана і був направлений на флот, а Юрій був призначений практикантом на фрегат «Мстиславець» на час походу в Англію. Після закінчення плавання Лисянський отримав гарну характеристику за старанність та успіхи в навігації.
У зв'язку з початком російсько-шведської війни 1788—1790 років відбувся достроковий випуск гардемаринів. Серед випускників «за мічмана» був і 15-річний Ю.Лисянський, який отримав свій перший офіцерський чин та був направлений на службу до ескадри адмірала С. К. Грейга на 38-гарматний фрегат «Подражислав». Бойове хрещення Ю.Лисянський прийняв у морській битві біля острова Гоґланд 6 липня 1788 року. Вже у першому бою Лисянський заслужив похвалу капітана корабля, який побачив в молодому офіцерові здібного капітана. Брав участь у Еландській, Ревельській та Виборзькій морських битвах. У березні 1789 р. переведений у мічмани, а 1 січня 1793-го — в лейтенанти. 1792 року мічман Лисянський на транспорті «Еммануїл» ходив до Риги, а після отримання лейтенантського чину був направлений на фрегат «Слава» під командуванням капітан-лейтенанта Смирнова. У той період вони з братом Ананієм винаймали спільну квартиру в Петербурзі. Після закінчення бойових дій на Балтиці Лисянський протягом трьох років ніс службу на бойових кораблях Балтійського флоту.

### Відрядження до Великої Британії та участь у військових діях
Наприкінці 1793 року Ю. Лисянського та А. І. Крузенштерна, у складі групи з 16 молодих флотських офіцерів, відрядили для проходження морської служби у Велику Британію. На британському флоті Лисянський прослужив волонтером близько 7 років і залишив про цей період життя цікаві щоденникові записи.
Ю.Лисянський, А. І. Крузенштерн та інші волонтери відпливли з Гельсінгфорсу на купецькому кораблі «Фанні-оф-Лондон» і прибули в Гулль (Кінгстон-апон-Галл). Ю.Лисянський писав: «… всякий крок наш тут коштує не менше шилінгу. В'їхавши в Гуль, взяли з нас по гінеї за кілька сорочок і мундир, які були в валізі у кожного. Взяли за те, що ми російські піддані, за те, що їдемо до Лондона, і, принаймні, півгінеї за те, чому ми не говоримо по-аглицькі. по дорозі ж у Лондон кожен, кому тільки був час, брав із нас без совісті…». Через два дні Ю.Лисянський вирушив на диліжансі до Лондона, де були представлені російському послу графу С. Р. Воронцову. В Майже рік Лисянський провів у британській столиці. Для вивчення англійської мови Ю.Лисянський влаштувався в пансіон Сміта за шість гіней на місяць, виїжджав для навчання до Гринвіча та Вулвіча. У Лондоні Ю. Лисянський відвідав Шекспірівську галерею, Вестмінстерське абатство, королівську резиденцію, концерти та італійську оперу. 4 травня 1794 року Лисянський та Крузенштерн прибули до Портсмуту, де Юрія командирували на трофейний французький фрегат «Люазо» (L'Oiseau) під командування капітана Мюррея. 21 травня, відвідавши Фалмут, екіпаж вийшов у море і прибув до берегів Канади 13 липня 1794 року. Завданням моряків було патрулювання акваторії від Галіфакса до Чесапікської затоки. Цей період у житті Ю.Лисянського документований його щоденником і листуванням з братом Ананієм. Ю.Лисянский брав участь у захопленні французького фрегату «Шигамога», на якому знаходився темношкірий генерал Бельгард — керівник повстання на острові Мартиніка. До січня 1795 р. Ю.Лисянський служив на «Люазо», поки фрегат не був направлений на південь. Протягом двох місяців відбувалося патрулювання віргінського узбережжя, а далі, переживши важкий шторм, судно прибуло на Антигуа. Упродовж місячного перебування на острові, Ю. Лисянський відвідував цукрові плантації, описував місцеві засоби виварювання сиропу з цукрової тростини та збирання дощової води. Засуджував він жорстокості колоніального режиму на острові: «Я б ніколи не повірив, що англічани можуть так жорстоко поводитися з людьми, якби не був сам тому свідком на острові Антизі, де часто траплялося бачити нещасних арапів, які використовуються замість коней». У травні 1795 року, під час відвідування острова Невіс, Юрій захворів на смертельно небезпечну тропічну хворобу — жовту лихоманку, приступ якої прикував його до ліжка на два тижні. На острові він знову зустрівся з Крузенштерном, який у той час служив на фрегаті «Thetis». Після перебування на Бермудських островах, Ю.Лисянський взяв відпустку для одужання.
На купецькому кораблі Ю. Лисянський на початку жовтня 1795 року прибув до Нью-Йорку, де у той час була епідемія чуми. 12 жовтня на диліжансі мандрівник відбув до тодішньої столиці США — міста Філадельфії, яке справило на нього велике враження. Перебування у місті тривало до весни 1796 року. У листуванні та щоденнику Ю.Лисянський відзначив, що його особливу увагу привернули міський музей та публічна бібліотека. Дуже високо він відгукувався про діяльність Бенджаміна Франкліна, мармуровий пам'ятник якому було встановлено на фасаді бібліотеки. У Філадельфії Ю.Лисянський отримав запрошення на аудієнцію до президента США Джорджа Вашингтона та мав з ним розмову. Це стало можливим завдяки знайомству в диліжансі з Мартою Поллок — дочкою бізнесмена та торгового капітана Джозефа Ентоні, який влаштував Лисянському зустріч з президентом. В листі до брата Ананія Юрій Лисянський писав: «Скільки хто не говорить проти гостинності тутешніх обивателів, але я на них жалуватися не можу. Будучи знайомим з багатьма фаміліями, я від оних отримав чимало вітань. Президент же Вашингтон обласкав мене таким чином, що я по гріб життя мого повинен йому лишатися вдячним і завжди сказати, що не було у світі величніше мужа цього. Простота його життя й доброзичливість у поводженні такі, що в одну мить вражають і дивують почуття.».

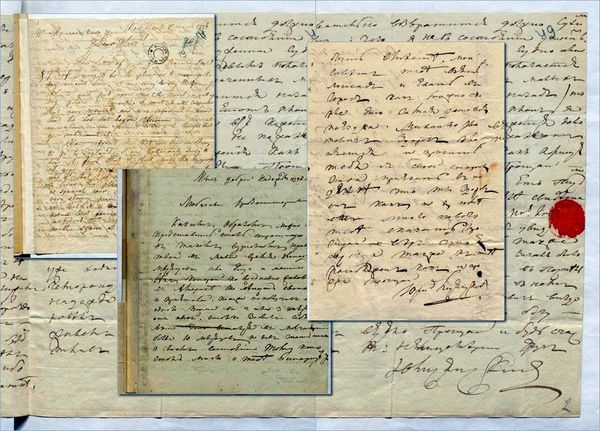
Рукописи та листи Юрія Лисянського

Після чотирьох місяців перебування у США, Ю.Лисянський повернувся до Галіфаксу через Бостон влітку 1796 року. Тут його перевели служити на фрегат «Топаз» під командування капітана Черча. Під час патрулювання канадського узбережжя, 28 серпня 1796 року, відбувся бій із французьким фрегатом «Елізабет», під час якого Ю.Лисянський отримав контузію. Восени «Топаз» здійснив похід до Бермудських островів і повернувся до Галіфаксу. Після недовгих роздумів, Ю.Лисянський подав по команді рапорт з проханням відвідати Африку та Ост-Індію.
У березні 1797 року за сприянням графа Воронцова Ю.Лисянський (разом з Крузенштерном) отримав призначення на фрегат «Резонабл» капітана Білса, який мав конвоювати судна Ост-Індської компанії. Брату Ананію Юрій писав у листі, що мав намір дістатися до Кейптауна, пробути там кілька місяців, а далі вирушити до Індії. У тому ж листі йдеться про те, що Лисянський замовив в Англії свій портрет, який він відправив батькові до Ніжина (на жаль, доля цього малюнку є невідомою). На шляху до Африки командир екіпажу довірив Ю.Лисянському навігаційні та метеорологічні спостереження, і той на основі свого власного досвіду відкинув рекомендації відомого на той час капітана Гора щодо подолання штилевих зон на екваторі. 4 червня 1797 року фрегат «Резонабл» прибув до Саймонстауна, де Юрій Лисянський отримав місце на 64-гарматному кораблі «Септр» (Крузенштерн залишився на фрегаті «Люазо»). На борту «Септра» Ю.Лисянський здійснив подорож до острова Святої Єлени, що завершилася 21 жовтня 1798 року. У Капській колонії його зацікавили умови життя місцевого населення, яке переважно займалося розведенням виноградників та виноробством. Ю.Лисянський з обуренням зауважив, що місцеві мешканці-колонізатори заради розваги здійснюють полювання на бушменів та готтентотів. У Південній Африці Лисянський віддався природничо-історичним спостереженням, придбав колекцію тропічних раковин (тому числі — наутилусів), опудала білого папуги та райського птаха, декілька екземплярів хамелеонів тощо. У Кейптауні відбулася випадкова зустріч Ю.Лисянського з Герасимом Лебедєвим, артистом, музикантом та індологом-аматором, який повертався з Індії до Європи. Однак Лисянський та Лебедєв не порозумілися: у щоденнику Лисянський атестував Лебедєва як людину «яка, не зумівши жити у своїй вітчизні, через розпусту тягається світом, не роблячи ані найменшої честі тій нації, до якої належить».
Надалі Ю.Лисянський на вітрильнику «Септр», який мусив супроводжувати англійські війська, що перекидалися для війни з Майсуром у Мадрас, вирушив до Індії. 7 листопада «Септр» прибув до берегів Південної Індії. За час 10-денної стоянки Ю.Лисянський оглянув місто, здійснив візити високопоставленим британським військовим, включаючи генерал-губернатора Індії лорда Морнінгтона, губернатора Мадраса лорда Клайва. Відвідав Ю.Лисянський і палац навваба (набоба) Аркотського Гулам Хусайні Умдат-уль-Умара. Під час аудієнції у набоба Ю.Лисянський розповідав індійському правителю про свою батьківщину — м. Ніжин, та отримав у подарунок коштовну булатну шаблю.
Невдовзі фрегат «Септр» вирушив до Бомбею, і після відвідин острова Цейлон прибув у порт 17 лютого 1799 року. У місті Бомбей Ю.Лисянський пробув три місяці, завів знайомства і навіть був запрошений на весілля купців-парсів. 13 березня він побував у стародавньому печерному храмовому комплексі на острові Елефанта. У своєму щоденнику Лисянський фіксував подробиці життя, побуту та традиційної культури індійців.

Клерк, Дж. Рух флотів. У 2-х частинах. Переклад Ю. Лисянського. СПб, 1803

Після відвідин Індії Юрій Лисянський сподівався здійснити вояж до Австралії і просився на фрегат, що вирушав для обстеження берегів Зеленого континенту, але 1 травня 1799 року отримав лист посла Воронцова, в якому повідомлялося про його переведення у капітан-лейтенанти та відкликання в Петербург у зв'язку з погіршенням англо-російських відносин. 20 травня Ю.Лисянський піднявся на борт комерційного судна, на якому й прибув до Дувру 13 грудня. Зиму 1799—1800 рр. Ю.Лисянський залишався у Лондоні, де багато читав, відвідував музеї та виставки. Тут з'ясувалося, що за довгі роки служби на Британському флоті, Ю.Лисянський втратив навичку говоріння російською мовою (так звана атриція, або мовне виснаження). До нього в Англію за викликом графа Воронцова прибув брат Ананій, завданням якого було «розговорити» Юрія, повернути навички спілкування російською мовою. Юрій Федорович Лисянський прибув до Кронштадт 31 травня 1800 року.

Повний текст «Журналу лейтенанта Юрія Федоровича Лисянського, веденого під час служби волонтером на суднах англійського флоту від 1793 до 1800 року» (рос. мовою) зберігається у РДАЛМ та опублікований у Санкт-Петербурзі істориком С.Козловим у 2007 р.

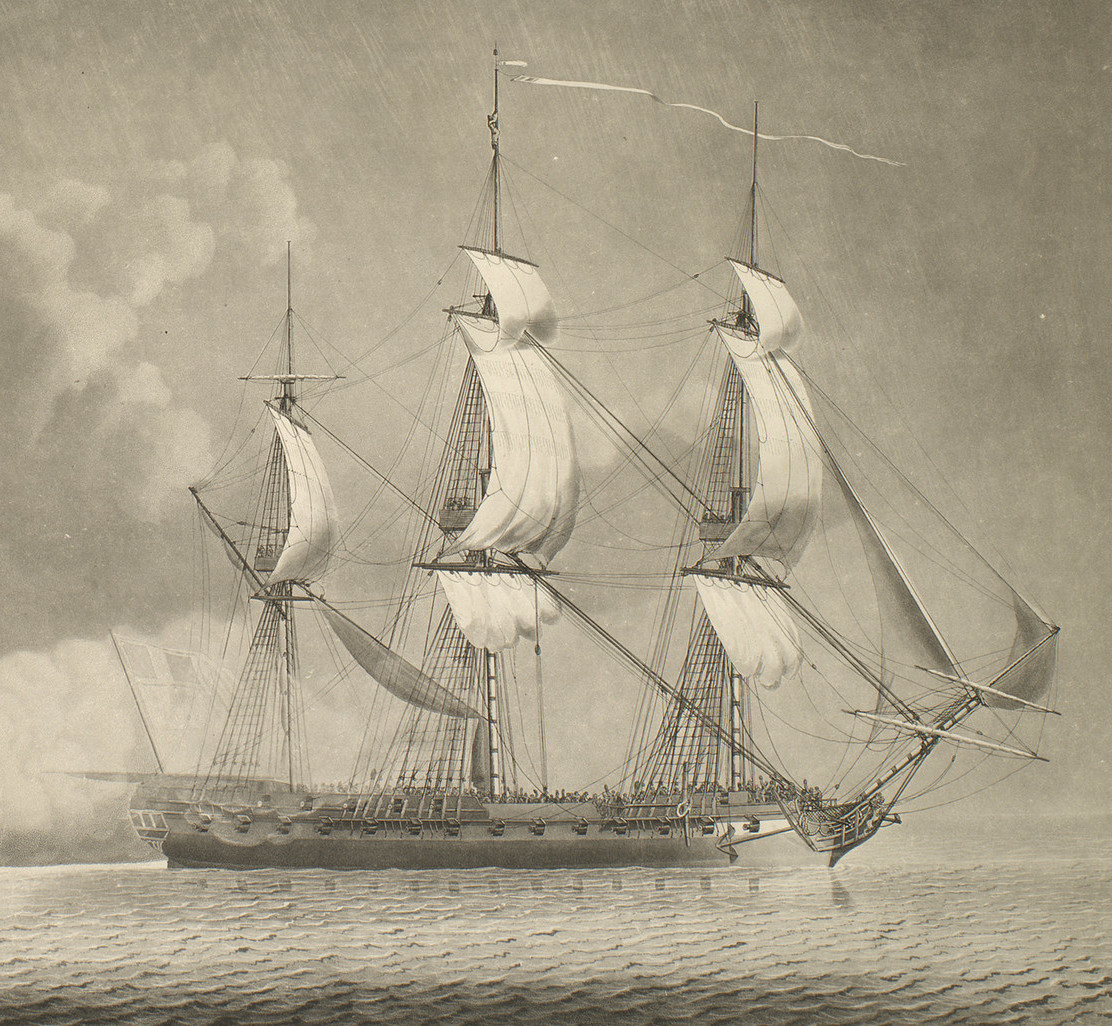
«Люазо» (HMS «LʹOsieau») — один з кораблів британського флоту, на якому служив волонтером Лисянський під командуванням Чарльза Пенроза. «LʹOsieau» — французький фрегат, що був спущений на воду 1781 р. під назвою «Cleopatre». 1793 р. захоплений британцями. Служив Королівському флоту як HMS «LʹOsieau». Розбився та затонув 1816 р.

### Повернення до Російської імперії

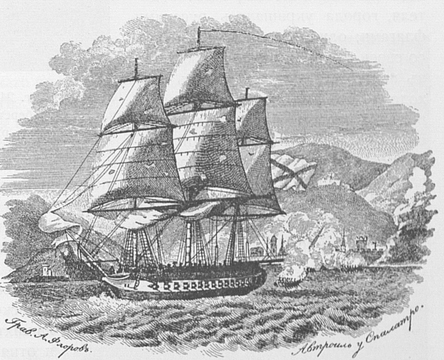
Фрегат «Автроїл» (24 гармати), яким командував Лисянський по поверненні з британського флоту.

1800 року Лисянський повернувся до Російської імперії, отримав чин капітан-лейтенанта. У червні 1800 року його призначили на корабель «Петр» під командуванням капітана першого рангу А. С. Бабаєва, а наступної навігації капітан-лейтенант Лисянський отримав у командування фрегат «Автроіл». У 1803 р. Перебуваючи в Лондоні, Ю.Лисянський придбав книгу англійського теоретика військово-морської справи Джона Клерка «Досвід морської тактики» (John Clerk. «An Essay on Naval Tactics, Systematical and Historical». London, 1790), у якій була представлена нова тактика ведення військових морських операцій і яку згодом переклав російською мовою та видав у Петербурзі під назвою «Движение флотов». За участь у 18 морських кампаніях Юрія Лисянського нагороджено орденом святого Георгія 4-го ступеня та золотою шпагою «За хоробрість». Нагородження відбулося 26 листопада 1802 року.

### Навколосвітня експедиція Крузенштерна-Лисянського 1803—1806рр.
1798 року соратник Ю.Лисянського по кадетському корпусу, Іван Федорович Крузенштерн подав на розгляд військово-морського відомства проєкт навколосвітньої експедиції. Але військове командування та державні чиновники відхилили його через брак кораблів, досвідчених офіцерів, матросів та науковців, здатних здійснити таку подорож. Натомість ідею навколосвітньої експедиції підтримала недержавна Російська-Американська торговельна компанія (РАК), яка профінансувала її підготовку. Керівником експедиції призначили А. І. Крузенштерна, його помічником став Ю. Ф. Лисянський. 24 вересня 1802 року Лисянський та корабельний майстер Разумов виїхали в Гамбург для придбання експедиційних кораблів, але суден відповідної якості не знайшли. Далі вони відбули до Англії, де й придбали на кошти РАК два шлюпи: 16-гарматний «Леандр» та 14-гарматну «Темзу», які на початку червня прибули до Кронштадту, де й отримали нові назви — «Надія» та «Нева». В Англії Ю.Лисянський закупив експедиційне спорядження, що не виготовлялося в Росії: секстанти, пель-компаси, барометри, гігрометр, кілька термометрів, один штучний магніт, хронометри роботи Арнольда і Петтінгтона та інше. Було придбано також відповідний одяг для команди, матраци, подушки, простирадла й ковдри. Піклуючись про здоров'я екіпажу, Лисянський заготовив протицинготні засоби, оскільки в ті часи цинга (скорбут) була одним із найнебезпечніших захворювань під час тривалих морських експедицій. Екіпаж експедиції був інтернаціональним: очолювали її етнічні німець та українець, серед офіцерів та науковців переважно були німці, росіяни та громадяни Швейцарії, матросів набирали з росіян, татар та інших народів колишньої Російської імперії. За спогадами сучасників, у кают-кампанії «Надії» постійно лунала німецька мова.
7 серпня 1803 року, о 10 годині ранку, «Надія» та «Нева» знялися з якоря та відбули з Кронштадтського рейду. Під час всього плавання Лисянський був капітаном шлюпу «Нева». Його команді доручили доставити вантаж у російські колонії на острові Кадьяк та на берегах Аляски.

Шлюп «Нева» біля берегів Аляски. Малюнок Ю.Лисянського

Перші дні плавання супроводжувалися жорстокими штормами. Проте від самого початку члени екіпажу регулярно проводили астрономічні, метеорологічні, гідрографічні спостереження, здійснювали збір та систематизацію різноманітних географічних даних. До середини грудня кораблі Крузенштерна та Лисянського підійшли до берегів Бразилії та зайшли у порт Дестеро (Носса-Сеньйора-ду-Дештерру) на острові Санта-Катаріна. 21 грудня 1803 р. шлюпи увійшли в протоку, що відокремлює острів від материка. Головною проблемою, яка затримала експедицію в Бразилії, стала заміна фок- і грот-щогли «Неви». У лісах острова було знайдено відповідні стовбури червоного дерева, які й були доставлені у гавань. У Бразилії Лисянського обурювали факти рабовласництва, які він спостерігав.
До широти мису Горн шлюпи наблизилися 25 лютого 1804 р., але взяли курс південніше, щоб не підходити близько до прибережних скель. Оскільки сильно похолодало, на шлюпах видали зимовий одяг. Пройшовши небезпечну зону штормів, експедиція 3 березня опинилася у Тихому океані. 25 березня, в туманну й штормову погоду шлюпи «Надія» і «Нева» остаточно втратили один одного з поля зору.
На шляху до Маркізьких островів Лисянський затримався на декілька днів на острові Пасхи, де провів астрономічні спостереження. До берегів острова Пасхи «Нева» підійшла 16 квітня 1804 р. в районі вулкану Катіки і мису Роггевен. З борту було добре видно моаї та оброблені плантації тубільців. Однак через тумани й сильний прибій пристати не вдалося, і шлюп крейсував біля берегів острова ще чотири дні. 21 квітня Ю. Лисянський відправив на берег лейтенанта Повалішина з подарунками для остров'ян (ножами, пляшками та ін.) та щоб залишити послання для Крузенштерна, якщо «Надія» зайде на острів. Описавши та картографувавши о. Пасхи, Ю. Лисянський вніс виправлення в його координати, попередньо визначені Дж. Куком, та уточнив його ж оцінки чисельності місцевих мешканців.
11 травня «Нева» прибула на острів Нуку-Хіва (Маркізькі острови), де зустрілася з «Надією» Крузенштерна. Експедиції не вдалося запастися свіжим м'ясом: свиней у остров'ян було дуже мало (на залізні сокири вдалося виміняти лише чотири свині і трьох поросят). На Нуку-Хіві стався різкий спалах конфлікту між Крузенштерном і Резановим, керівником японської дипломатичної місії, який знаходився на «Надії»: нехтуючи морськими статутами та правилами мореплавства, останній висунув претензії на керівництво експедицією та обома шлюпами. У цьому конфлікті Ю.Лисянський рішуче підтримав сторону Крузенштерна.
Надалі експедиція вирушила до Гавайських островів, і 8 червня «Надія» та «Нева» підійшли до о. Гаваї (Лисянський називає його «Овіги»). Тут відбулася торгівля з місцевими мешканцями: тубільці в човнах пропонували місцеві продукти для обміну на залізо, сукно та інші дрібнички. Біля Гавайських островів кораблі розділилися. 10 червня «Надія» вийшла в море у напрямку Камчатки та Японії. «Нева» залишалася на Гаваях до 16 червня. Після поповнення ресурсів та обстеження островів, 17 червня «Нева» знялася з якоря. Подальший її шлях лежав до берегів т. зв. «Російської Америки» — російських торговельних фортів на півночі Аляски.
До берегів острова Кадьяк Ю.Лисянський прибув після двадцяти трьох днів важкого плавання. Тут команда «Неви» на чолі з капітаном вимушено взяла участь російсько-індіанській війні (участь у російських колоніальних війнах не була метою експедиції). Зокрема, разом з військами «правителя Російської Америки» О. А. Баранова (1746—1819), на своєму шлюпі «Нева» та інших судах, Ю.Лисянський здійснив атаку на захоплений індіанцями-тлінкітами форт на острові Сітка. Фортеця була захоплена за 4 дні (1-4 жовтня 1804 р.). Обидві сторони понесли суттєві втрати у живій силі, зокрема загинули троє членів екіпажу «Неви». Після проведених переговорів Ю.Лисянського з тойонами (вождями) було досягнуто домовленості та індіанці відступили. Згодом команда шлюпу «Нева» під керівництвом Ю.Лисянського взяла участь у будівництві нового форту, що отримав назву «Ново-Архангельськ» (зараз місто Сітка, США).
Під час півторарічного перебування на Алясці та у Тихому океані, Лисянський склав докладний опис островів Кадьяк та Сітка, накреслив надзвичайно точні мапи тихоокеанського узбережжя Аляски. Ю.Лисянський дослідив та ретельно описав географічні й природні умови регіону, провів грунтовне етнографічне дослідження корінного населення. З гіркотою дослідник засвідчив надзвичайну бідність місцевих мешканців, з обуренням описав жорстоку політику російської колоніальної адміністрації (в особі керівництва РАК) по відношенню до корінних народів — ескімосів, алеутів, чугачів та ін. Пізніше у своїх мандрівних записках він писав: «…Як тільки в околицях стало відомо про моє прибуття до гавані Трьох Святителів, кілька тойонів зібралися, щоб побачити мене. Після звичайних компліментів та частування тютюном з мого боку, розмова почалася на загальну тему — про бідність. Я намагався з певною серйозністю переконати їх відкинути лінощі та неробство, які так помітні серед них, і взятися до роботи. Я вказав, як і в попередньому випадку, на численні зручності, які вони могли б отримати від цього, і яких вони зараз абсолютно позбавлені. Тойони уважно вислухали мою пораду і запевнили мене, що вони були б щасливі слідувати їй, але є багато обставин, які перешкоджають цьому. І я повинен зізнатися, що почервонів, коли почув, що головною з них була надмірна ціна, встановлена російською компанією на всі необхідні предмети, і особливо — на її залізні інструменти, що унеможливило для остров'ян їх придбання. Якщо це так, то якого покращення можна очікувати від цих людей, або як можна рекомендувати їм ефективно займатися обробітком землі, що було частиною моїх рекомендацій, які я їм давав?» Ю.Лисянський став свідком голодування та вимирання корінних мешканців тихоокеанського узбережжя Аляски, що перебували під володінням РАК, і намагався полегшити їх становище, розвозячи на байдарках та роздаючи голодуючим сушену рибу із запасів «Неви». На думку Ю.Лисянського, причиною цього була політика російських колоністів, котрі на весь короткий літній період залучали працездатних чоловіків з підкорених племен до полювання на пушних звірів, беручи в якості примусу заручниками членів їх родин (переважно дітей). У селищах залишалися тільки жінки, діти та старі, котрі не мали можливості зробити достатніх запасів на довгу приполярну зиму. На переконання Ю.Лисянського, якщо подібна практика не буде змінена на більш гуманну, корінні мешканці Аляски будуть приреченими на неминуче вимирання.
У вересні 1805 року «Нева» завантажила на борт хутро і вийшла у відкрите море, взявши курс на Маріанські острови. Через кілька днів шлюп впритул підійшов до коралових рифів на Гаваях, де й сів на мілину. Таким чином Ю.Лисянський відкрив раніше нікому невідомий безлюдний острів, який отримав назву «Острів Лисянського». Неподалік відкрили раніше не позначений на карті кораловий риф. Його Лисянський назвав «рифом Крузенштерна».

3 грудня 1805 року на рейді Макао відбулася зустріч «Неви» та «Надії», де експедиція успішно реалізувала вантаж хутра. Під час перебування в Кантоні Лисянський зайнявся лагодженням шлюпу «Нева», зокрема його команда кренгувала своє судно, привела до ладу підводну обшивку й кіль. У січні 1806 р. відбувся конфлікт між Крузенштерном та Лисянським, який дещо охолодив колишні дружні стосунки двох капітанів. Імовірно, суперечка відбулася через невиплату Ю.Лисянському положених йому «комісійних» грошей за комерційну оборудку з хутром.

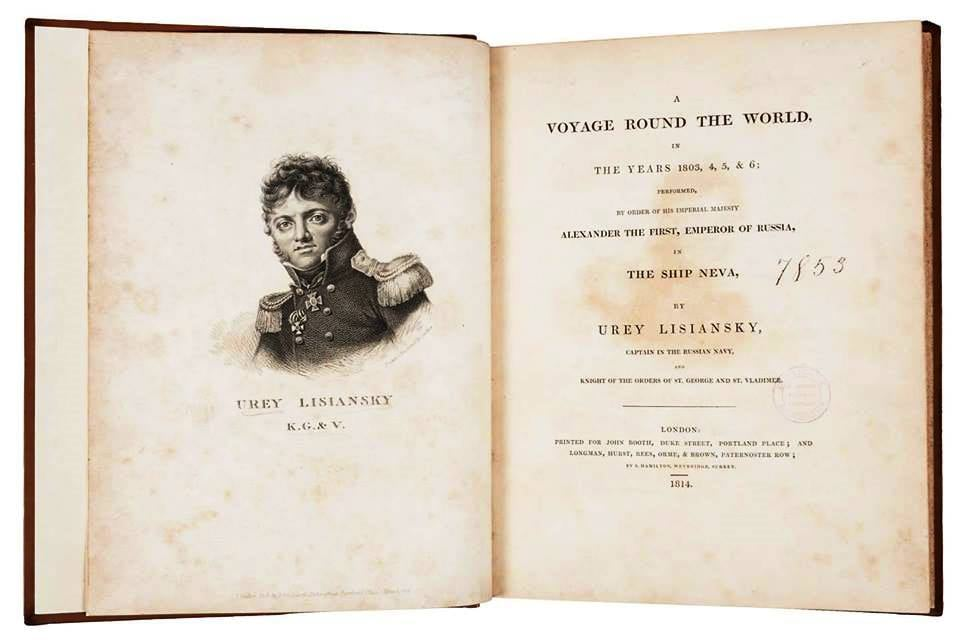
Lisiansky, Urey. A voyage round the world, in the years 1803, 4, 5, & 6; performed, by order of His Imperial Majesty Alexander the First, emperor of Russia, London, 1814

Подальший шлях навколосвітньої експедиції проходив біля берегів Китаю, Індії, мису Доброї Надії. Відійшовши в лютому 1806 року від берегів Китаю, шлюпи до початку квітня наблизились до берегів Південної Африки. Тут вони потрапили у смугу густого туману і знову загубили один одного. Врахувавши, що запасів провіанту та питної води на судні лишилося лише на три місяці, Лисянський вирішив йти до Європи не заходячи в жоден порт. Довгий шлях із Південного Китаю до Портсмута «Нева» пройшла за 142 дні, не отримавши при цьому жодних пошкоджень та втрат. До цього жоден корабель з Європи не ставив подібних рекордів у швидкості плавання.
5 серпня 1806 року «Нева» увійшла до гавані Кронштадту. А ще за два тижні повернулася й «Надія», очолювана А. І. Крузенштерном. Таким чином Ю. Лисянський першим у російському флоті здійснив навколосвітнє плавання, здійснивши при цьому ряд географічних відкриттів, зробивши внесок у вітчизняну океанографію, етнографію та інші науки. Коштовний подарунок — золоту шпагу — зробила своєму капітану команда шлюпу «Нева». Від держави Ю. Лисянський одержав чин капітана ІІ рангу, орден Святого Володимира ІІІ ступеня, премію та довічну пенсію. У 1820 році король Швеції Карл XIV Юхан нагородив Ю.Лисянського «Королівським Орденом Меча» за успіхи у мореплавстві.

### Останні роки

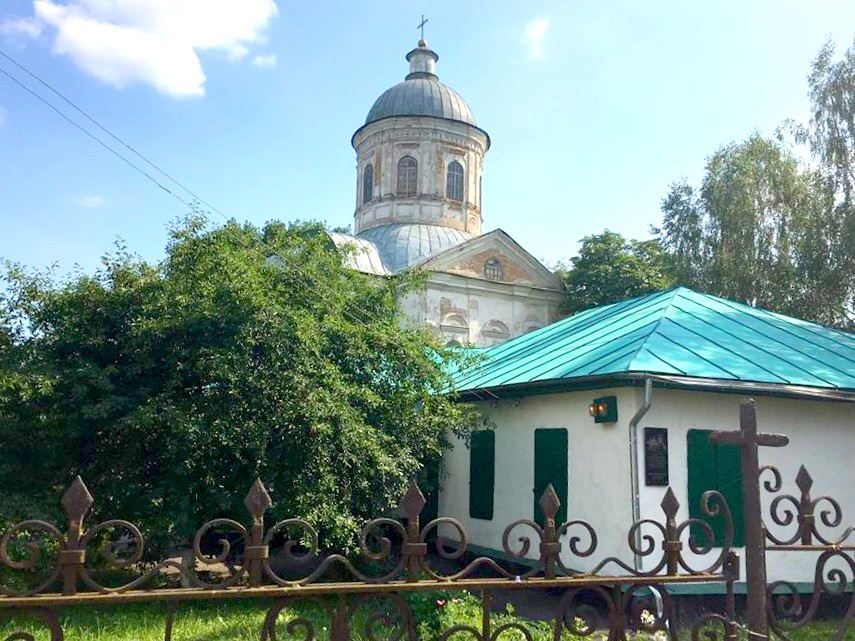
Будиночок родини Лисянських біля Богословської церкви, де нині створюється меморіальний музей мореплавця.

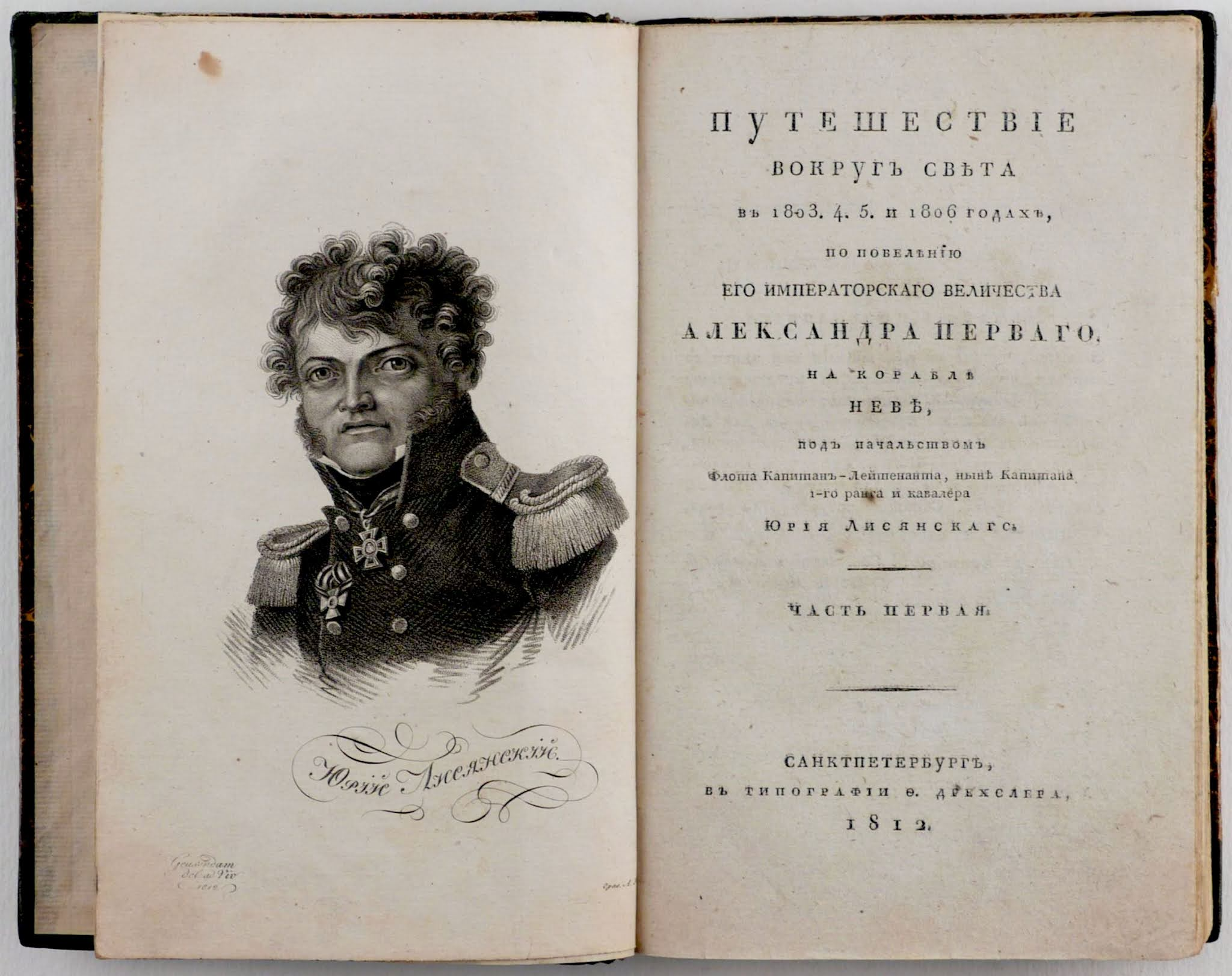
Лисянский Ю. Путешествие вокруг света в 1803, 4, 5 и 1806 годах на корабле Неве капитана 1-го ранга и кавалера Юрия Лисянского. СПб, 1812

Після звершення експедиції Ю.Лисянський деякий час служив на кораблях Балтійського флоту та готував до друку щоденники навколосвітньої подорожі. Але видання книги несподівано наштовхнулося на опір чиновників військового відомства та цензури. Протягом трьох років цензори гальмують видання книги Ю.Лисянського, мотивуючи тим, що вона містить «чимало погрішностей проти правил російського нарєчія». (У той самий час аналогічна книга А. І. Крузенштерна була видана за державний кошт російською та німецькою мовою). 1809 року, отримавши остаточну відповідь, що «у такому вигляді книга надрукована за казенний кошт бути не може», ображений Ю.Лисянський подав рапорт про відставку в чині капітану І рангу і став готувати до друку опис своєї подорожі власним коштом. 1812 року за 18000 карбованців власних збережень він видав двотомник «Путешествие вокруг света на корабле „Нева“ в 1803—1806 годах», який супроводжувався великим атласом («Собрание карт и рисунков к путешествию Ю. Лисянського»). Книга вийшла тиражем 1200 примірників, а «Собрание карт» мало значно менший тираж (кілька сотень примірників). Ю.Лисянський сподівався за рахунок реалізації книги повернути витрачені кошти, але цього не сталося. Російська публіка не цікавилася географічними відкриттями та морськими подорожами. Отже, через книготорговельну мережу було продано не більше 200 примірників видання. Натомість, у 1813 р. Ю.Лисянський їде у Лондон, де живе 1,5 роки. Він самотужки перекладає свою книгу англійською мовою, значно доповнивши її науковою інформацією, кольоровими картами та малюнками. Англійське видання «Подорожі» Ю. Лисянського, відоме під назвою «A Voyage round the world in the years 1803, 4, 5, & 6: performed, by order of His Imperial Majesty Alexander the First, Emperor of Russia, in the ship Neva 1814», громадськість зустріла з більшим ентузіазмом: вже за два тижні розійшлася майже половина тиражу видання. Примірник книги Ю.Лисянського у розкішній червоній саф'яновій палітурці із золотими обрізами зберігається у бібліотеці англійської королеви в Лондоні. Зібрані Лисянським колекції мушель, коралів, етнографічних матеріалів та зброї стали надбанням наукової громадськості та зберігаються у музеях Санкт-Петербурга.

### Приватне життя
Останок свого життя Юрій Лисянський провів у відставці, займаючись вихованням дітей. Влітку родина проводила час в маєтку дружини мореплавця Шарлотти Карловни Жандр (уродженої де Брюнольд) у селі Кобрино біля Гатчини (під Санкт-Петербургом), який в свій час належав прадіду О. С. Пушкіна Абраму Ганнібалу (Будинок Ганнібалів-Лисянських у с. Кобрино згорів у серпні 2018 року). Взимку родина перебиралася до Петербургу, де Ю. Ф. Лисянський 1833 року збудував будинок. Родина мала 7 дітей. Один з синів мореплавця Юрій Юрійович Лисянський (помер у 1852 р.) змінив кар'єру військового на священичий сан і став схимонахом Афонського Пантелеймонового монастиря — старцем Григорієм. Молодший син Платон (Лисянський Платон Юрійович) продовжив справу батька — був віце-адміралом, займався реформуванням російського флоту під час переходу від вітрильного до парового судноплавства, був видавцем та упорядником «Морского сборника».
Опис зовнішності мореплавця в останні роки життя залишив його перший біограф Олександр Лєр: «Юрій Федорович був вищого за середній зросту; доволі повний; мав серйозне обличчя; сиве його волосся вилося природними сріблястими кучерями; говорив дещо протяжно. Проживши сім років між англійцями, він багато засвоїв собі їхніх хороших звичок — був у всьому у справах і домашньому побуті надзвичайно акуратним; поводився з усіма товаришами й знайомими, так би мовити, кревним джентльменом, і це, якщо не помилимося, було причиною багатьох неприємностей, яких він зазнав у житті…»

### Спогади учасників експедиції

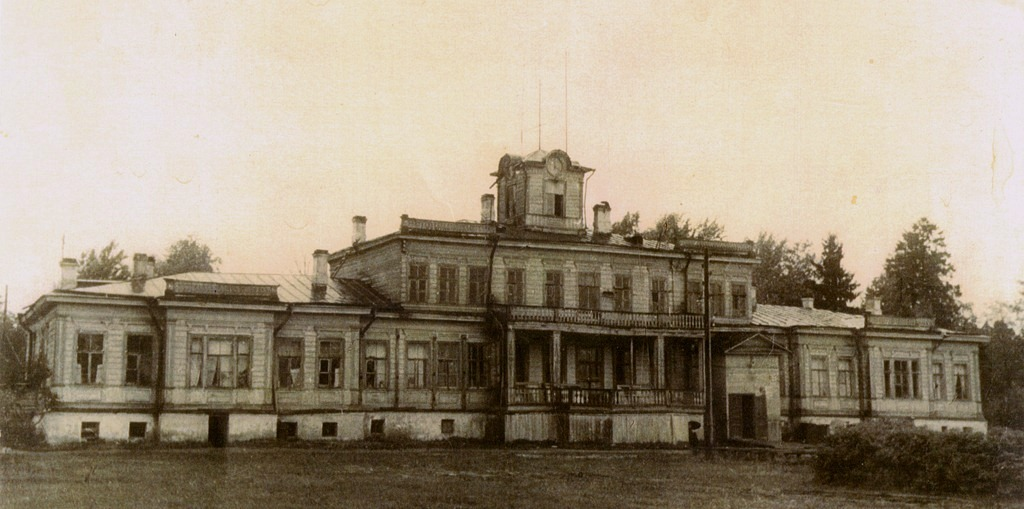
Будинок Ганнібалів-Пушкіних-Лисянських у с. Кобріно Гатчинського району під Санкт-Петербургом (фото поч. ХХ ст.) Рештки будівлі знищенні через підпал у серпні 2018 року.

Мемуарні джерела та спогади учасників експедиції дають уявлення про риси характеру Ю.Лисянського. Крузенштерн та Лисянський, які були друзями «не розлий водою» ще з часів кадетського корпусу, були радикальними антиподами. На відміну від м'якого, терплячого, але періодично вибухового за темпераментом Крузенштерна, Лисянський був практичним, послідовним, хазяйновитим, цілеспрямованим, практичним, інколи нетерплячим, а подекуди — жорстким командиром. Мимоволі обидва приятелі, ставши капітанами-керівниками одного плавання, зрештою вступили у суперницькі відносини, що й призвело згодом до суперечок, прямих зіткнень та значного охолодження стосунків у майбутньому. Автор мемуарів Герман Людвіг Левенштерн пише про плітки, що ходили про Лисянського у флотському середовищі, зокрема — про «відкати» та «хабарі», на яких він буцім-то збагатився при купівлі експедиційних шлюпів «Нева» та «Надія» (ці звинувачення залишилися тільки на рівні пліток); що, мовляв, Лисянському в Лондоні за завищеною ціною продали старі й негодні кораблі (це була неправда, оскільки сучасні архівні дослідження довели, що «Леандр» і «Темза», котрі стали «Надією» та «Невою», були насправді побудовані 1800 року на лондонських королівських верфях і перебували у непоганій технічній формі). Цікавими є стосунки Лисянського з екіпажем «Неви», як їх відбиває щоденник Левенштерна. Ю. Лисянський був вимогливим капітаном, оскільки вважав сувору дисципліну на кораблі головним засобом досягнення поставленого завдання, запорукою безпеки та збереження життя матросів. Лисянський вимагав жорсткого дотримання субординації і міг з цього приводу зробити будь-кому суворе зауваження. Він був дуже запальним, швидко спалахував гнівом, міг вдатися до суворих дій щодо підлеглого — від символічного «арешту» в каюті для строптивого офіцера аж до «зуботичини» та тілесного покарання («биття кішками») відносно рядового матроса. Можливо, це були наслідки засвоєної Лисянським англійської флотської традиції, де подібні речі мали не тільки широке поширення, але й були зафіксовані у військовому статуті. Але Лисянський так само, як швидко спалахував гнівом, так саме швидко від нього й відходив. Левенштерн засвідчує випадок, коли Юрій Федорович перепросив за жорсткість у покараного ним підлеглого офіцера. Терпіти не міг Лисянський пияцтво, яке було надто поширеним серед членів команди. Велике невдоволення членів екіпажу «Неви» викликав той факт, що при вході експедиції в тропіки капітан розпорядився замість традиційного міцного грогу видавати матросам та офіцерам розведене водою вино. На глибоке переконання Лисянського, в умовах жаркого клімату вживання міцних алкогольних напоїв погано впливало як на стан здоров'я матросів, так і на виконання ними своїх службових обов'язків. Також Лисянський власним капітанським наказом примусив матросів «Неви» митися двічі на тиждень морською водою. Вочевидь, ця звичка дотримуватися особистої гігієни, м'яко кажучи, не була притаманною селянам-кріпакам з різних куточків багатонаціональної Російської імперії, з яких переважно була набрана команда… Суб'єктивний характер записок Левенштерна проглядається й в іншому місці, де він описує стосунки Лисянського зі своїми підлеглими. Левенштерн пише: «На новорічне свято 1806 року ми поїхали на „Неву“, щоби побажати щастя нашим товаришам… Коли матроси „Неви“ попросили Лисянського відпустити їх на „Надію“, він не насмілився їм відмовити, оскільки ми були присутніми. Але з того, як смикалося його обличчя, було видно, що йому це неприємно. Погана людина цей Лисянський!»… Але чому Лисянському було це неприємно? Левенштерн дає відповідь на це питання буквально у наступних рядках «записок»! Виявляється, того самого днія «усі наші матроси та матроси з „Неви“ напилися мертвецьки п'яними… П'яні люди є нестерпними» — підсумовує він… Так ось чому був невдоволений Лисянський! Він розумів, що ці новорічні відвідини «Надії» його матросами завершаться пиятикою та жорстким похмільним синдромом усієї команди.
Зрештою, наводить Левенштерн як закид Лисянському, його слова щодо методів командування підлеглими: "Накази Крузенштерна командою дуже часто не виконуються, через що увесь тягар лягає на чергового офіцера… Навпаки, капітан Лисянський завів на своєму кораблі такі високоморальні стосунки, що усі сидять по каютах безвилазно… Лисянський каже: «Тримайся з росіянами як з худобою (російською мовою це звучить жорсткіше: „обращайся с русскими как со скотиной“), а наостанок (перед завершенням кампанії, подорожі або походу), будь з ними м'яким та ласкавим, і тоді все минуле забудеться, і ти придбаєш любов своїх людей». У ціх наведених словах нам цікавий не стільки «макіавелізм» Лисянського та маніпулятивні технології керівництва екіпажем судна, скільки його висловлювання про «рускіх» у третій особі («вони»). Отже, Юрій Федорович, пам'ятаючи своє шляхетне козацьке походження, себе до «рускіх» не відносив…

Не був Лисянський й безумовним «імперцем», його слова і вчинки не завжди відзначалися пієтетом перед вельможами та навіть «августєйшими» персонами імперії. Широко відомим є епізод навколосвітнього плавання, коли під час перебування на острові Нука-Хіва, між командиром експедиції капітаном Крузенштерном та начальником японської дипломатичної місії, що перебувала на «Надії», камергером та авантюристом Рєзановим виникла суперечка з приводу того, хто є головним керівником команд обох вітрильників. Ю.Лисянський рішуче підтримав саме свого давнього приятеля Крузенштерна. Коли під час зборів офіцерів на шканцях «Надії» М.Рєзанов публічно оголосив зміст царського рескрипту, яким саме йому доручалося загальне керівництво експедицією, серед присутніх офіцерів піднявся загальний регіт, а капітан Лисянський в запалі підскочив до нього. Далі Рєзанов так описує цей момент: "Кто підписав? — кричали офіцери. Я відповідав: «Государ ваш, Олександр». — «Та хто писав?!» — «Не знаю», — сказав я. «То-то „не знаю“, — кричав Лисянський, — ми хочемо знати хто писав, а підписати-то знаємо, що він (імператор) усе підпише!.. Йдіть собі, йдіть з вашими указами, немає в нас начальника, крім Крузенштерна!» У цих словах Юрія Федоровича явно не проглядається хлопської покори та благоговіння перед особою «його величності» російського самодержця Олександра І.

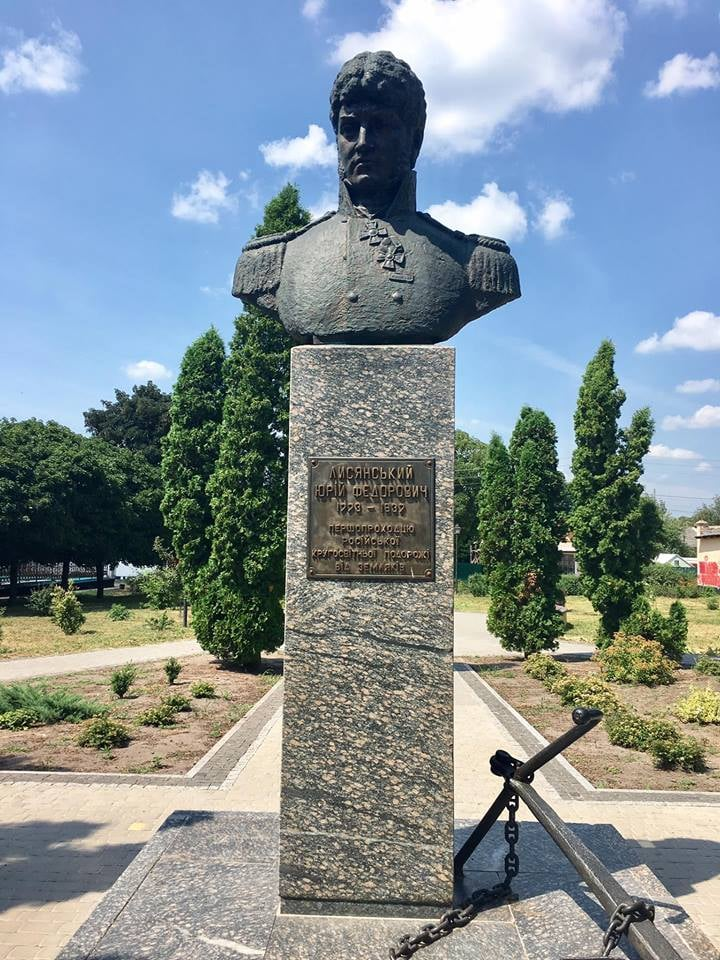
Пам'ятник Юрію Лисянському в Ніжині. Скульпт. К.Годулян, 1974

Помер Юрій Лисянський 26 лютого 1837 року у Петербурзі, його поховали на цвинтарі Олександро-Невської лаври. На його могилі на зібрані морськими офіцерами кошти поставили пам'ятник, ескіз якого намалював сам мореплавець. На постаменті лежить залізний якір, там же викарбували епітафію, яку склав він сам:
| Прохожий, не тужи о томъ,// Кто кинул якорь здесь. // Он взял съ собою паруса, // Под коими взлетитъ въ предѣлъ небесъ. |

## Вшанування пам'яті

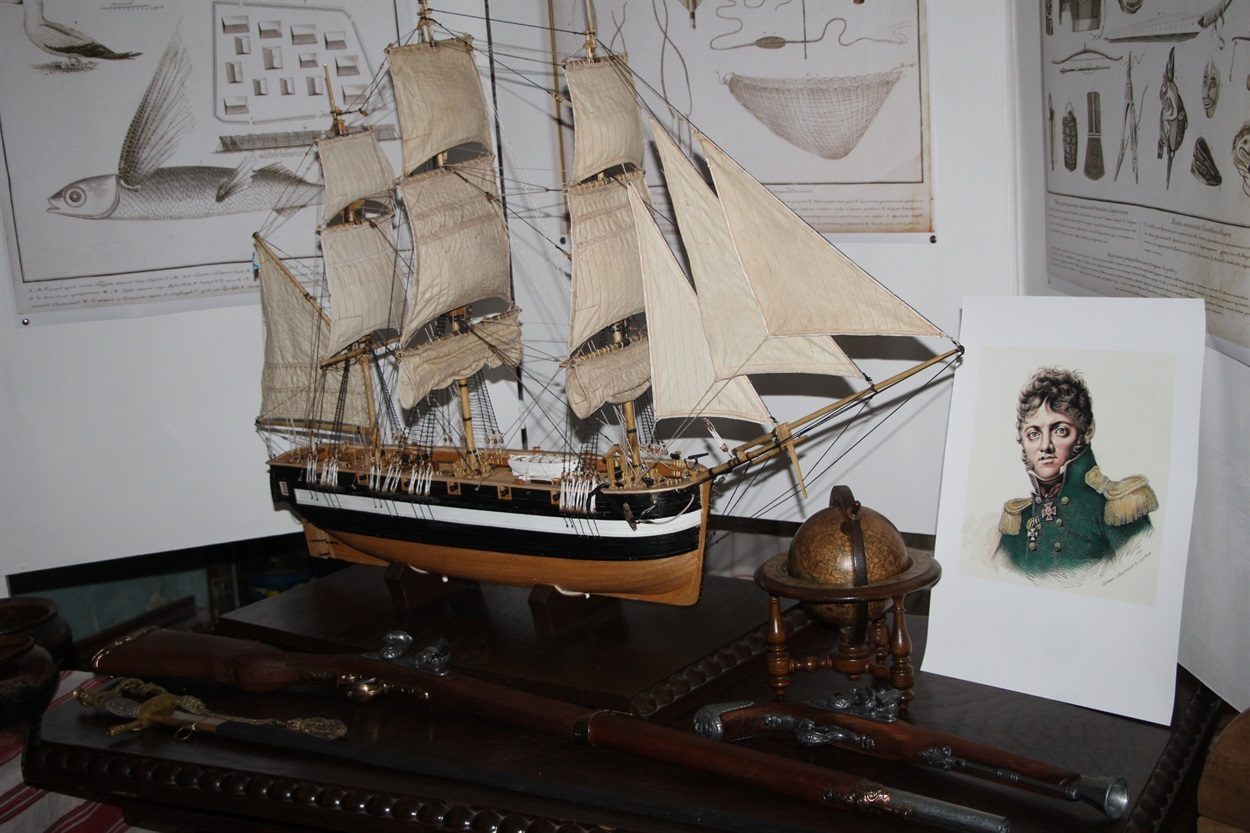
Меморіальний музей Юрія Лисянського в Ніжині

Ім'я Юрія Федоровича Лисянського носить острів (Lisiansky Island) на Гаваях, півострів та мис на Алясці (Lisianski Peninsula та Lisiansky Point, що розташовані на північ від острова Сітка, на північно-західному узбережжі острова Баранова; названі в 1883 році натуралістом В. Г. Даллом), протока, річка, гора на Сахаліні. Пам'ять мореплавця увічнена в Україні. Нині на центральній вулиці Ніжина сусідують церква Івана Богослова з будинком протоієрея Федора Лисянського, пам'ятник [Архівовано 31 січня 2019 у Wayback Machine.] мореплавцю (скульптор К.Годулян, 1974 р.) та бібліотека Ніжинського державного університету імені Миколи Гоголя з Музеєм рідкісної книги, де зберігаються книги, подаровані Ю. Ф. Лисянським: перекладена ним з англійської мови книга «Движение флотов» Джона Клєрка (ч.1-2, СПб, 1803), двотомник "Путешествие вокруг света на корабле «Нева» (СПб, 1812) та великий атлас "Собрание карт и рисунков к путешествию флота капитана Юрия Лисянского на корабле «Нева» (СПб, 1812). Архівні документи свідчать, що Ю.Лисянський особисто у 1824 та 1827 рр. передав два комплекти свого видання для бібліотеки Ніжинського ліцею князя Олександра Безбородька. У 2018 році в Музеї рідкісної книги Ніжинського державного університету імені Миколи Гоголя відкрилася Музейно-меморіальна кімната «Мандрівник козацького роду», присвячена навколосвітньому мореплавцю Ю. Ф. Лисянському. Співробітниками Ніжинського краєзнавчого музею імені І.Спаського та «Майстернею музейних проєктів Олександра Антонця» розроблено дизайн-проєкт майбутнього музею. Розроблено проєкт реставрації та пристосування під музей пам'ятки історії та архітектури місцевого значення «будинок, де народився Ю. Лисянський». На його честь названий літак авіакомпанії «Аерофлот» «Ю. Лисянский».
Юрію Лисянському присвячено літературні твори. Українського навколосвітнього мандрівника згадує поет Леонід Мосендз у вірші «Мапа» (збірка «Зодіяк: вірші», Прага, 1941). Початковому періоду життя мореплавця присвячено вікі-повість українського письменника-мариніста Антона Санченка «Круз та Лис: напередодні» (Видавництво «Комора», 2020).
У місті Ніжин є вулиця Лисянського.
У місті Дніпро вулицю Єсеніна перейменували на вулицю Юрія Лисянського.